# Carlos Eugênio Marcondes de Moura
Carlos Eugênio Marcondes de Moura (São Paulo, 27 de julho de 1933 - São Paulo, 10 de Outubro de 2023) foi um sociólogo, antropólogo, historiador, escritor, brasileiro.

## Biografia
Sociólogo, iniciou seus estudos acadêmicos na Universidade de Genebra, Suíça (Escola de Intérpretes, da Faculdade de Letras, e Faculdade de Ciências Econômicas e Sociais).  Bacharelado na Escola de Sociologia e Política, complementar da Universidade de S. Paulo, e doutorado defendido no Departamento de Sociologia da Universidade de S. Paulo.  Pós-Doutorado no Instituto de Estudos Brasileiros, desta mesma instituição.
Formado em interpretação pela Escola de Arte Dramática de São Paulo, foi um dos fundadores do Serviço de Teatro, da Universidade Federal do Pará, onde lecionou, e ex-professor do Departamento de Teatro da Escola de Comunicações e Artes, da Universidade de S. Paulo.
Foi pesquisador do Setor de Artes Cênicas, do Centro de Documentação Sobre Arte Brasileira Contemporânea (IDART), da Secretaria Municipal de Cultura de São Paulo.
Publicações: na área de história social do Vale do Paraíba em sua vertente paulista (Os Galvão de França no Povoamento de Santo Antônio de Guaratinguetá.  3ed.  S. Paulo: Editora da Universidade de S. Paulo, 1995; O Visconde de Guaratinguetá – Um Fazendeiro de Café no Vale do Paraíba.  2ed.  S. Paulo: Studio Nobel, 2002); na área de teatro (As artes do espetáculo na Província de S. Paulo.  A Temporada Artística em Pindamonhangaba em 1877-1878.  S. Paulo: Secretaria de Estado da Cultura, 1976; O Teatro que o Povo Cria.  Cordão de Pássaros, Cordão de Bichos, Pássaros Juninos do Pará.  Belém: Secretaria Estadual de Cultura, 1998) na área de antropologia visual (A Travessia da Calunga Grande – Três Séculos de Imagens sobre o Negro no Brasil (1639-1899).  2ed.  São Paulo: Editora da Universidade de S. Paulo, 2012 e Estou Aqui.  Sempre Estive.  Sempre Estarei.  Indígenas do Brasil.  Suas Imagens.  1505-1945.  São Paulo: Editora da Universidade de São Paulo, 2012, livro vencedor do Prêmio Jabuti 2013, em primeiro lugar na categoria Livros de Arte e Fotografia).
É organizador da edição e um dos autores do livro na área de história da fotografia no Brasil (Retratos Quase Inocentes, S. Paulo: Nobel, 1983), Vida Cotidiana em São Paulo no Século 19.  Memórias, Depoimentos, Evocações (S. Paulo, Secretaria de Estado da Cultura, Universidade Estadual de S. Paulo, Imprensa Oficial do Estado e Ateliê Editorial), premiado pela Academia Paulista de História.  Organizou e é um dos autores da edição bilíngue do livro Brasil – Grã Bretanha.  Uma relação de cinco séculos (São Paulo: Associação Cultura Inglesa, 2010.  Organizador e coautor do livro Fazendas de café do Vale do Paraíba.  O que os inventários revelam – 1817-19l5.  São Paulo: CONDEFHAAT; Secretaria Estadual de Cultura, 2014.
É organizador, tradutor e coautor de sete coletâneas sobre religiões brasileiras de matrizes africanas, com ênfase no candomblé, publicadas entre1982 e 2005 pelas editoras Ágora, Nobel, EMW Editores, Edicon/Edusp, Axis Mundi/Edusp, Pallas e Empório de Produção.
Dedica-se há mais de vinte anos à tradução, tendo cerca de cinquenta títulos publicados pelas mais importantes editoras do país, entre elas Brasiliense, Companhia das Letras, Cosac & Naify, Nobel, Três Estelas e Editora da Universidade de São Paulo.
Foi assistente de curadoria, curador-associado e curador de várias exposições em torno do retrato no Brasil e da cultura afro-brasileira, entre as quais Retratos Quase Inocentes (Museu da Imagem e do Som, S. Paulo, 1983, e Pinacoteca do Estado, 1990), Religiosidade Afro-Brasileira (Feira do Livro, Frankfurt, Alemanha, 1994) e Arte e Religiosidade no Brasil – Heranças Africanas (Parque do Ibirapuera, S. Paulo e Casa França-Brasil, Rio de Janeiro, abril-setembro 2000).  Um dos curadores das exposições O Café (Banco Real, S. Paulo, agosto-outubro 2000) e Britânicos no Brasil (Centro Britânico, S. Paulo, agosto-setembro 2001).
Bolsas recebidas: Fundação Vitae, Conselho Nacional de Pesquisa, Fundação de Amparo à Pesquisa do Estado de S. Paulo, Fundação Fullbright e Fundação Guggenheim (Estados Unidos).
Uma das maiores contribuições de Moura para as pesquisas sociológicas e antropológicas da história do Brasil, entre outras, foi a publicação do lívro A travessia da Calunga Grande. Três séculos de imagens sobre o Negro no Brasil. A obra contém uma coletânea de imagens de diversos artistas trazidos ao Brasil por Maurício de Nassau no século XVIII, e fotografias de diversos autores que retratam pessoas de várias épocas e é um livro significativo no estudo da iconografia dos afro-brasileiros no período de 1637 a 1899.

## Obras
- Somàvo. O amanhã nunca termina: novos escritos sobre a religião dos voduns e orixás (org.). São Paulo: Empório de Produção, 2005. Vários autores. ISBN: 85-88944-04-9
- Estou Aqui.  Sempre Estive.  Sempre Estarei.  Indígenas do Brasil.  Suas Imagens (1505-1955).  São Paulo, Edusp, 2012.  Prêmio Jabuti 2013, primeiro lugar na categoria Livros de Arte e Fotografia.
- O culto aos orixás, voduns e ancestrais nas religiões afro-brasileiras. Rio de Janeiro: Pallas, 2004.
- O Visconde de Guaratinguetá: um fazendeiro de café no Vale do Paraíba, 2002, 2a edição, 319 pp., ISBN 8575530070, ISBN 9788575530078.
- A travessia da Calunga Grande. Três séculos de imagens sobre o negro no Brasil. (1637-1899), São Paulo: Edusp, 2000, 694 pp PDF
- Candomblé  - Religião do Corpo e da Alma: Escritos sobre a religião dos orixás VII. Rio de Janeiro: Pallas Editora, 2000, 225 pp,  ISBN 8534701989, ISBN 9788534701983
- Vida cotidiana em São Paulo no século XIX (org.), UNESP, 1999, 409 pp., ISBN	8585851678,  ISBN 9788585851675
- Leopardo dos Olhos de Fogo: escritos sobre a religião dos orixás VI,  Ateliê Editorial, 1998 ISBN: 85-85851-69-4
- As senhoras do pássaro da noite: Escritos sobre a religião dos orixás V. São Paulo: Edusp/Axis Mundi, 1994
- Meu sinal está no teu corpo: escritos sobre a religião dos orixás IV. São Paulo: Edicon/Edusp, 1989
- Candomblé – Desvendando identidades: escritos sobre a religião dos Orixás III. EMW Editores, 1987.
- Bandeira de Alairá: Escritos sobre a religião dos Orixás II. Nobel, 1982
- Olóòrìsà: escritos sobre a religião dos Orixás I.  São Paulo: Ágora, 1981.